# Janvier 1800

## Événements
- Janvier - février : les chouans de Vendée déposent les armes.

- 1er janvier, Rhode Island : Pierre Samuel du Pont de Nemours émigre aux États-Unis[1] avec ses fils, dont Éleuthère Irénée du Pont de Nemours, où il espère établir une colonie en Virginie.
- 6 janvier, France : découverte de Victor de l'Aveyron, enfant sauvage, à Saint-Sernin-sur-Rance.
- 7 janvier : 
  - France, Benjamin Constant intervient au Tribunat, et, dans un discours qui le fait apparaître comme le chef de l'opposition, dénonce « le régime de servitude et de silence » qui se prépare.
  - Suisse, Coup d’Etat des Républicains, qui renversent le Directoire de la République helvétique[2].

- 10 janvier : fondation de la Société de littérature de Bruxelles
- 12 janvier, France : traité de Pacification de l'Ouest entre le gouvernement, représenté par Hedouville et les chefs chouans, représentés par d'Andigné, Bourmont, Kainlis et La Roche Saint-André.
- 15 janvier et 28 mars : l'Acte d'Union de l'Irlande au Royaume-Uni est voté par les parlements britannique et irlandais[3]. Préparé par Pitt, il donne aux Irlandais une représentation à Westminster, afin qu’ils prennent part aux débats les concernant. Il entre en vigueur le 1er janvier 1801, et supprime le Parlement de Dublin en échange de la création de 95 députés et 22 pairs irlandais au sein du Parlement du « Royaume-Uni de Grande-Bretagne et d’Irlande ». George III du Royaume-Uni s’oppose à l’émancipation des catholiques promise par Pitt.
- 16 janvier : l'opéra de Luigi Cherubini, Les Deux Journées (ou Le Porteur d'eau), est créé à Paris à la Salle Feydeau.
- 17 janvier, France : le nombre des journaux parisiens autorisé est réduit à 13.
- 18 janvier, France : paix de Montfaucon mettant fin à la rébellion des Chouans de la rive gauche de la Loire[4].
- 21 janvier, France :
  - Chaptal, ministre de l’Intérieur (fin en 1804).
  - Victoire des Chouans à la deuxième bataille de Saint-James.
- 24 janvier :
  - Kléber, par la Convention d’El-Arich, accepte de renoncer à l’occupation de l’Égypte, mais l’intransigeance de la Grande-Bretagne l’oblige à revenir sur sa décision[5].
  - France : victoire mineure des Chouans à la bataille du pont du Loc'h.
- 26 janvier, France : victoire des Républicains à la bataille des Tombettes.

## Naissances
- 7 janvier : 
  - Millard Fillmore, (décède le 8 mars 1874), est le treizième président des États-Unis. Il est élu vice-président de Zachary Taylor dont le mandat débute en 1849. Après le décès de Zachary Taylor, Millard Fillmore lui succède en 1850 jusqu'au terme du mandat en 1853[6].
  - Moritz-Daniel Oppenheim, artiste peintre allemand.

- 10 janvier : 
  - Christophe Bulot, homme politique français.
  - Lars Levi Læstadius, pasteur luthérien suédois.

- 14 janvier : Ludwig von Köchel, écrivain, compositeur, botaniste et éditeur autrichien († 3 juin 1877).

## Décès

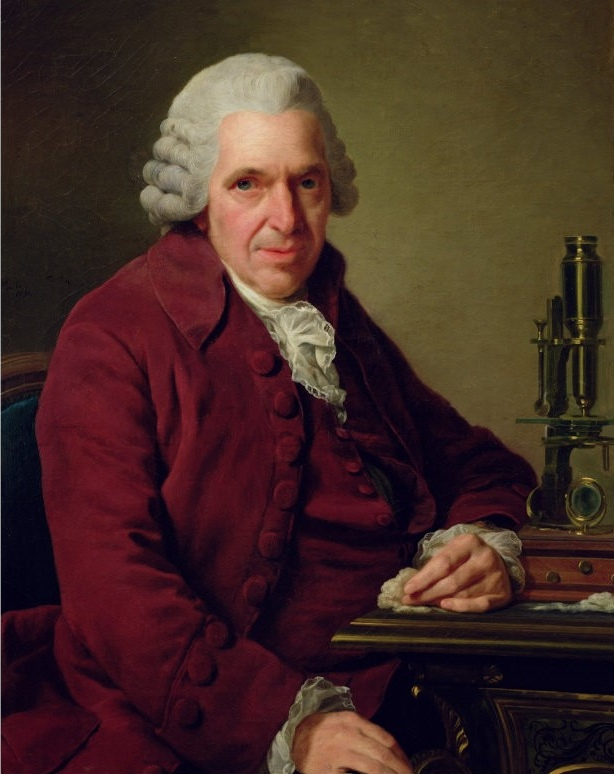
Louis Jean-Marie Daubenton en 1791.
Portrait par Alexander Roslin.

- 1er janvier : Louis Jean-Marie Daubenton, naturaliste français (° 29 mai 1716).
- 6 janvier :
  - Friedrich Adolf Riedesel, général allemand au service du duché de Brunswick-Lunebourg[7].
  - William Brownrigg, médecin et chimiste anglais[8].

- 8 janvier : Jean Didier Baze, homme politique français.
- 9 janvier : Jean-Étienne Vachier-Championnet, général français.
- 10 janvier : Federico Maria Giovanelli, évêque italien.
- 22 janvier : Marguerite Lecomte, pastelliste française (° 15 avril 1717).
- 27 janvier : Costillares (Joaquín Rodríguez), matador espagnol (° 20 juillet 1743).